# Klaus Piper

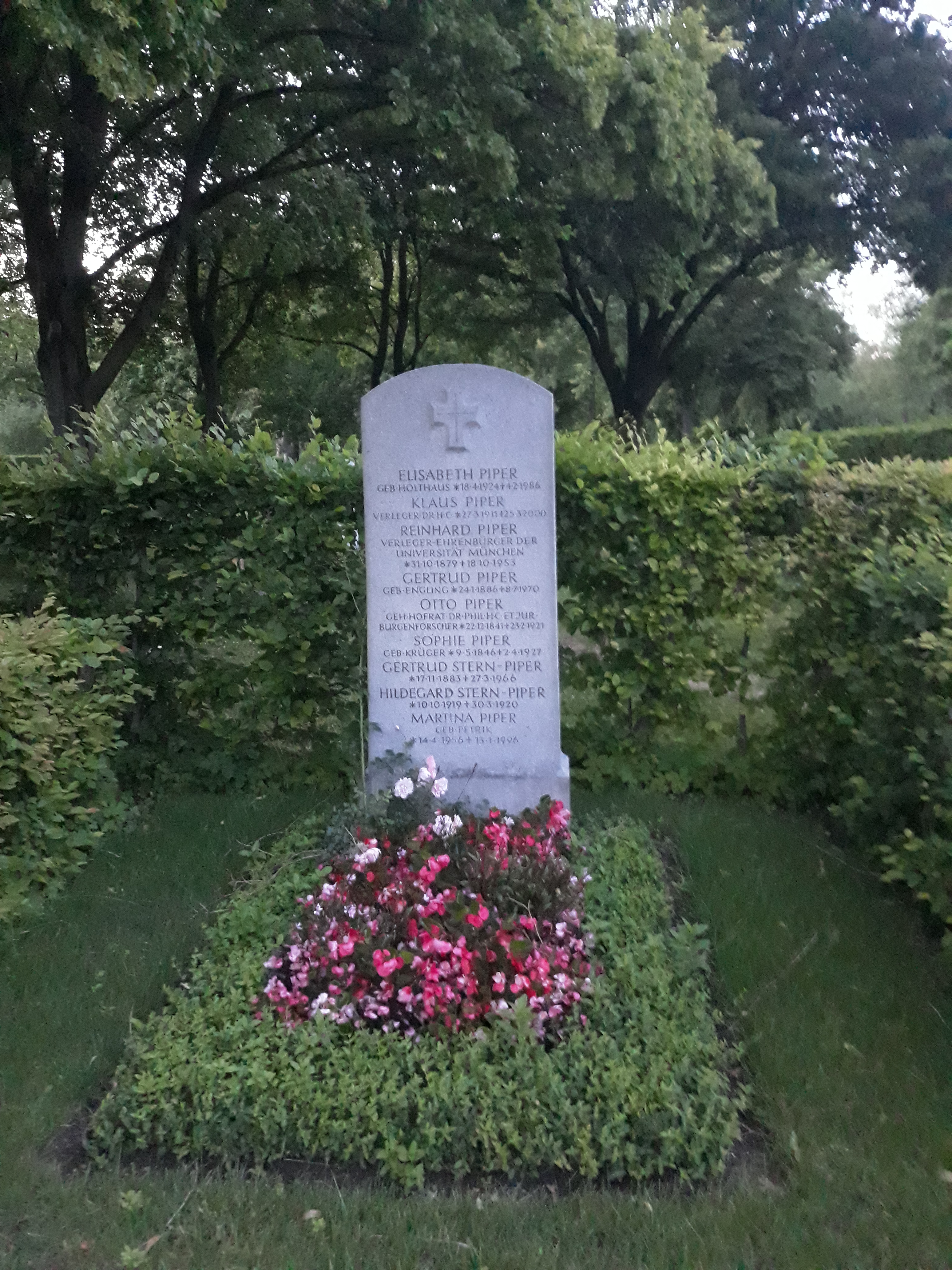
Das Grab von Klaus Piper und seiner Ehefrau Elisabeth geborene Holthaus im Familiengrab auf dem Nordfriedhof (München)

Klaus Piper (* 27. März 1911 in München; † 25. März 2000 ebenda) war ein deutscher Verleger.

## Leben und Wirken
Schon als Kind durfte Klaus Piper an Gesprächen des Vaters Reinhard Piper mit Autoren teilnehmen. Nach dem Abitur am Münchner Maximilians-Gymnasium absolvierte er, wie einst sein Vater, eine Buchhändlerlehre in der Buchhandlung Christian Kaiser. Nach Aufenthalten in Italien, Frankreich und Wien trat er 1932 in den Münchner Verlag seines Vaters  ein, (zunächst als Mitarbeiter, später als Teilhaber). Zu Anfang seiner Tätigkeit war er verantwortlich für die gesamte technische Produktion, später übernahm er zunehmend weitere Verantwortungsbereiche. Reinhard Piper überließ häufig seinem Sohn Verhandlungen mit Vertretern des nationalsozialistischen  Propagandaministeriums, die sich wichtige Entscheidungen des Verlages vorbehalten hatten. Kein Buch durfte zum Beispiel ohne deren Zustimmung verlegt werden und Druckpapier wurde nur mit behördlicher Genehmigung zugeteilt.

Wegen der Luftangriffe auf München musste der Verlag 1943 zum großen Teil in weniger gefährdetes Gebiet ausgelagert werden. Das Verlagsgebäude in der Georgenstraße wurde beschädigt.

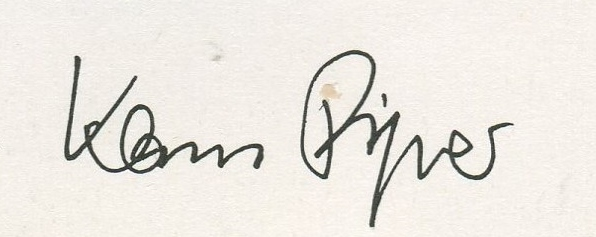
Signatur Klaus Piper

Nach Kriegsende gehörten Vater und Sohn Piper zu den ersten deutschen Verlegern, die 1946 von Vertretern der Besatzungsmacht eine Lizenz zur vollen Wiederaufnahme der Produktion bekamen. Reinhard Piper starb 1953 und sein Sohn übernahm die alleinige Verlagsleitung. Klaus Piper hatte maßgeblichen Anteil daran, dass der Verlag sein Programm, das sich ursprünglich vor allem der Literatur, Kunst und Philosophie  gewidmet hatte, um Bereiche wie Zeitgeschichte, Soziologie und Naturwissenschaften erweiterte. 1960 gehörte er zu den Gründern des dtv-Taschenbuchverlages.
1994 verkaufte Klaus Piper seine Verlagsanteile an die schwedische Mediengruppe Bonnier und blieb dem Verlag noch bis 1996 als Berater verbunden. Er starb zwei Tage vor seinem 89. Geburtstag in München.
Er ist der Vater von Ernst Piper.

## Auszeichnungen
- 1963: Goldene Kulturmedaille der Republik Italien
- 1970: Bundesverdienstkreuz I. Klasse
- 1973: Ludwig-Thoma-Medaille
- 1976: Bayerischer Verdienstorden
- 1976: München leuchtet in Gold
- 1979: Großes Bundesverdienstkreuz
- 1982: Großes Ehrenzeichen für Verdienste um die Republik Österreich (1952)